# Axel Rolander
Karl Axel Rolander, född 11 maj 1881 i Byarums församling, Jönköpings län, död 21 december 1952 i Värnamo församling, Jönköpings län, var en svensk skulptör.
Han var från 1910 gift med Elna Charlotta Karlsson. Rolander som i sin ungdom tjänstgjorde vid örlogsflottan studerade senare bildhuggeri för Sven Boberg. Hans konst består av porträttbyster, djurskulpturer och figurmotiv från småländskt arbetsliv huvudsakligen utförda i trä. Hans skulpturer Rallaren och En smålänning återutgavs i boken Till J.A. Göth den 4 april 1939.